# Oberonia lucida
Oberonia lucida är en orkidéart som beskrevs av Johannes Jacobus Smith. Oberonia lucida ingår i släktet Oberonia och familjen orkidéer. Inga underarter finns listade i Catalogue of Life.